# Happy Hour (canção)
Happy Hour é uma canção de 1986, lançada no álbum London 0 Hull 4, pela extinta banda inglesa The Housemartins. Chegou a número três no UK Singles Chart.
Primeiro grande hit da banda, mas ficou na parada de singles durante 13 semanas, e chegou na semana de 28 de junho de 1986. A canção também teve a exposição sobre os Estados Unidos de várias rádios de faculdades.
Rolling Stone disse que a canção é "decepcionante" a letra "martelo longe na hipocrisia e machismo de novos tipos de negócios britânica em movimento".
Em 1992, o álbum Gordon, de Barenaked Ladies homenagem esta canção, quebrando no final da canção "Hello City".